# Hoefslag (paardrijden)

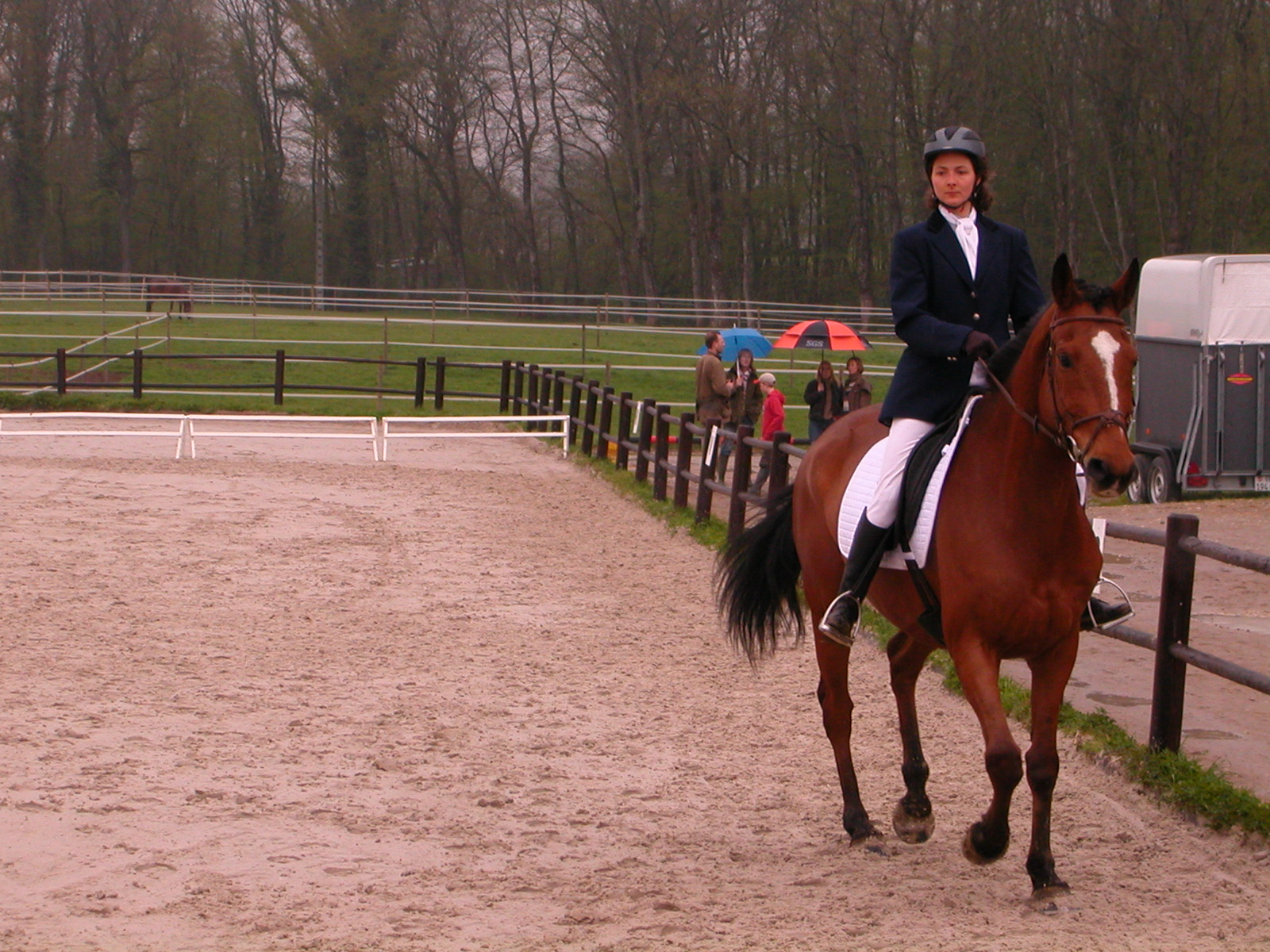
Een amazone in een 'buitenbak'

De hoefslag is een term die wordt gebruikt bij de dressuur van het paardrijden. Hiermee wordt een baan in de bak bedoeld. De hoefslag is 20 x 40 m of 20 x 60 m groot. Er wordt vaak met een paard over de buitenhoefslag gereden. Deze is door het vele rijden ook daadwerkelijk in het zand te zien. Er is ook een binnenhoefslag, 5 meter meer naar het midden van de bak. Het is moeilijker om bij het paardrijden hierop te rijden, omdat deze niet duidelijk is aangegeven. 
De hoefslag gaat nooit helemaal door de hoeken. Het is meestal wel de bedoeling dat er door de hoeken gereden wordt, zodat het paard door de ruiter recht gezet kan worden voor een volgende actie.
Op de hoefslag bevinden zich letters. Daarop kan men figuren rijden. Enkele figuren zijn: 
- grote volte, cirkel met doorsnede van 20 meter.
- kleine volte, cirkel met doorsnede van 10 meter.
- gebroken lijn, halve voltes verbonden door rechte lijnen.
- slangenvolte,
- van hand veranderen,
- afwenden,
- grote acht, twee correcte voltes van gelijke afmeting in het midden van de acht bij elkaar komend.
- kleine acht, twee correcte kleine voltes van gelijke afmeting in het midden van de acht bij elkaar komend.
- halve volte,
- wijken.

| Hele hoefslag |
| De gehele hoefslag rijden is de eenvoudigste hoefslagfiguur. |
| Halve hoefslag |
| Bij de halve hoefslag wordt bij markering B of E door het midden gereden, in de hoek afgewend en rechtuit naar de andere kant. De "hand" wordt hierbij niet gewisseld. (Linkse hand betekent bijvoorbeeld, dat linksom gereden wordt, waarbij links de binnenkant is. Rechterhand vergelijkbaar.) |
| Schuin door de hele hoefslag (Op de diagonaal van hand veranderen). |
| Bij deze figuur rijdt de ruiter dwars door de hele bak. |
| Halve hoefslag wisselen (Op de diagonaal van hand veranderen). |
| Deze figuur is vergelijkbaar met de vorige, waarbij de halve bak schuin door gereden wordt. |
| In de lengte van de bak wisselen |
| Hierbij wordt van boven naar beneden parallel aan de beide, lange buitenzijden gereden. |
| In de lengte van de bak gereden |
| Hierbij wordt van beneden naar beneden parallel aan de beide, lange buitenzijden gereden. De "hand" wordt hierbij niet gewisseld. |
| Uit de hoek gekeerd/Uit het midden gekeerd (rechtsomkeert en linksomkeert) |
| Op de 'linkerhand' bij K of M, en op de 'rechterhand' bij H of F. In de hoek wordt een (krappe) drie vierde volte van 6-10 meter doorsnee gereden, waarna met rechtgezette paard in schuine hoek naar de hoefslag terug gereden wordt. |
| In de hoek gekeerd |
| Men rijdt van E of B van de hoefslag af, om voor korte tijd een volte te rijden en om vervolgens weer naar de langezijde toe te rijden. |
| Cirkel (volte) |
| De normale cirkel van 20 m doorsnee, bij een bak van 20 x 40 m in beide bakhelften één, raakt aan drie punten de hoefslag. Het vierde punt ligt op de middellijn in het midden van de bak. Kan ook in het midden van de bak worden gereden tussen de letters B en E. |
| Op de cirkel wisselen (grote acht) |
| Hierbij wordt op een cirkel gereden met in het midden van de opencirkelzijde een wisseling van de "hand" en vervolgens wordt hiermee ook een cirkel gereden. |
| Door de cirkel wisselen |
| De ruiter bevindt zich op een cirkel. Hij wendt op het cirkelpunt van de opencirkelzijde in een halve volte af, rijdt over het middelpunt van de cirkels naar de korte zijde, wisselt over het middelpunt van "hand" en rijdt in een volgende halve volte op de nieuwe "hand" naar het andere cirkelpunt; de ruiter beschrijft zo een S-vormige lijn binnen de cirkels, die loopt van een cirkelpunt volgens een halve volte naar het middelpunt en met een volgende halve volte op de nieuwe "hand" naar het andere cirkelpunt. |
| Slangenlijn langs de lange zijde, een/twee bochten |
| Bij de eenvoudige slangenlijn wendt de ruiter na het doorrijden van de hoek naar de lange zijde, vanaf het wisselpunt naar binnen, rijdt in de baan een bocht, bereikt in het midden een afstand van 5 m vanaf de hoefslag, keert daarna in een flauwe bocht voor de volgende hoek van het wisselpunt weer op de hoefslag terug. |
| Slangenlijn door de gehele bak, drie/vier/vijf/zes/zeven bochten (slangenvolte) |
| Bij dit figuur loopt het paard wisselend tussen de lange zijden heen en weer. De figuur begint bij de korte zijde, de ruiter rijdt door de hoek en wendt dan parallel aan de korte zijde en rijdt in een rechthoek naar de tegenoverliggende zijde. Bij de middellijn wordt de "hand" gewisseld. |

## Voorbeeld van een proef
- 1 A-X Binnenkomen in middenstap
  - X Halthouden en groeten.
  - Voorwaarts in middenstap
- 2 G Arbeidsdraf
- 3 C Rechterhand, hoefslag volgen
- 4 K-X-M Van hand veranderen in arbeidsdraf
- 5 C Arbeidsgalop links aangalopperen
- 6 C-X-C Cirkel
- 7 C Arbeidsdraf
- 8 C-X-A Uit de cirkel van hand veranderen
- 9 A Arbeidsgalop rechts aangalopperen
  - Hoefslag volgen
- 10 C Arbeidsdraf
- 11 M Middenstap
- 12 B Rechts afwenden
  - X Rechts afwenden
  - G Halthouden en groeten
- In middenstap met lange teugel de rijbaan verlaten

## Letters en tussenletters
De hoefslag bestaat verder ook nog uit letters rondom de bak. Deze letters staan recht tegenover elkaar. Wanneer er dressuurproeven worden gereden, wordt er gebruikgemaakt van deze letters. De letter X geeft altijd het midden van de rijbaan aan.  De letters rond een 20x40 bak kunnen gemakkelijk onthouden worden door middel van het ezelsbruggetje Alle Friese Boeren Met Centen Hebben Een Koe. Elke eerste letter van deze zin staat voor een letter in de bak (tegen de klok in). Er zijn soms meer letters om nog meer punten aan te geven. Zo bevindt zich in een 20x40 bak de letter D in het midden tussen de K en de F en de letter G in het midden tussen de H en de M. De letters D, X en G hangen bij een binnenbak soms aan het plafond boven de bak.